# 渡辺ケン
渡辺 ケン（わたなべ ケン）（生没年不明）は、フィリピンを拠点に1980年代から1990年代の初頭にかけて活動した日本人の俳優、監督、脚本家、製作者。現在活動中の俳優、渡辺謙とは別人で、インターネット・ムービー・データベースでは区別のために｢ケン・ワタナベ（ll）｣と分類されている。

## 解説

### 主な出演作品と役柄
俳優としては『サバイバル・ジャングル/失われた黄金』（1982年・未公開）『ザ・ゴールデンコブラ』（1983年・未公開）での旧日本軍将校、『ニンジャ・フォース』（1986年・未公開）等のニンジャ映画に於ける悪役ニンジャ、『カラテ・キッド』（1986年・未公開）の師範(1987年の続編『カラテ・キッド/激闘篇』(未公開)ではフッテージの流用)、『コマンドー・インベイジョン』（1985年・未公開）のベトナム将軍などで印象を残した。

### フィリピンでの活動
俳優業の傍ら原案や脚本も手掛け、日本の大陸書房と合作した『サンドー/地獄の勇者』（1987年・Vシネマ）では監督と製作にも進出。この時期にマニラに渡辺映画(ワタナベ・フィルム・カンパニー)を設立した。翌1988年には『地獄へのパスポート』(Vシネマ)も手掛けたが、両作品はフィルムではなく、ビデオ撮影だった。
1991年にはベトナム戦争を題材にした『ブルドッグ』を製作、監督、脚本し、スケール・アップした仕上がりは勿論のこと、キャリアの集大成として記憶され、日本でもアルバトロス配給で劇場公開もされた。倉田保昭も出演したことから今なおカルト映画化している。
1990年頃より出演が途切れ、製作者に専念している。和田勉が監督した日本&フィリピン合作映画『ハリマオ』(1988年)でも製作としてクレジットされ、先述『ブルドッグ』で主演したロマーノ・クリストフが製作管理を務め、フィリピンの名匠監督エディー・ロメロもスペシャル・サンクスとしてクレジットされていた。
東映と合作したVシネマ『暗黒街の勲章/マニラ極道戦争』（1991年）『マニラエマニエル夫人』シリーズ（1992年）等も製作している。この流れで東映が制作した劇場映画『極東黒社会』(1993年)ではロケーション監督(フィリピン撮影のパート監督)を担当し、派手な爆発シーンの見せ場を演出した。尚、上記の東映作品には渡辺の盟友たるクリストフやロバート・マリウスらが出演している。渡辺を含め彼らは「フィリピン・アクション・ギャング」と呼ばれている。
日本にもビデオ発売などで作品が幾本も輸入されているが、そのキャリアには不明な点が多く、2011年に発売された『ブルドッグ』のDVDの音声特典では製作総指揮を務めたディック・梶原（映画評論家の梶原和男）が次の様に語っている。
「彼はマニラの名誉市民だった」とか「彼は亡くなった」と言う証言が大変聴き取りづらい音声の中に確認出来る。
文中の未公開作品は過去にビデオ発売済。

## フィルモグラフィ
- 『ブルースの血の復讐』（1980年/未ソフト化）ビル・ジェームズ・ハヴァーリー監督、ブルース・リ、ロマーノ・クリストフ、ドン・ゴードン・ベル、ジム・ゲインズ出演
- 『楽園の動物』（1982年/未ソフト化）ジュン・ガラルド監督、ルディー・フェルナンデス、フィリップ・サルヴァドール出演
- 『サバイバル・ジャングル/失われた黄金』（1982年/未/ビデオ）（クレジット無し）アラン・バーキンショウ監督、ステュアート・ホイットマン、エドマンド・バードム、ラウラ・ジェムザー、ウッディー・ストロード、ハロルド坂田、マイク・コーエン、ジム・ゲインズ出演
- 『ザ・ゴールデンコブラ』（1983年/未/ビデオ）（クレジット無し）アンソニー・M・ドースン（アントニオ・マルゲリーティ）監督、デーヴィッド・ウォーベック、ジョン・スタイナー、アラン・コリンズ（ルチアーノ・ピゴッツィ）、プロタシオ・ディー出演
- 『デス・オブ・ザ・ニンジャ/地獄の激戦』（1984年/未/ビデオ/テレビ放映）エメット・オルストン監督、ショー・コスギ、ブレント・ハッフ、ケーン・コスギ、シェーン・コスギ出演
- 『ニンジャ・フォース』（1984年/未/ビデオ）ロマーノ・クリストフ、テディー・ページ共同監督、渡辺ケン原案・脚本・出演、ロマーノ・クリストフ、マイク・モンティー、ジム・ゲインズ出演
- 『コマンドー・インベイジョン』（1985年/未/ビデオ）ジョン・ゲール（ジュン・ガラルド）監督、マイケル・ジェームズ、ゴードン・ミッチェル、キャロル・ロバーツ（テッチー・アグバヤーニ）、ジム・ゲインズ出演
- 『ニンジャ・ウォリアーズ』（1985年/未/ビデオ）ジョン・ロイド（テディー・ページ）監督、ジム・ゲインズ助監督、渡辺ケン原案・出演、ロン・マルチーニ、ロマーノ・クリストフ、マイク・モンティー出演
- 『ニンジャ刑事/ダブルエッジ』（1985年/未/ビデオ）ジョン・ロイド（テディー・ページ）監督、ロン・クリストフ（ロマーノ・クリストフ）、ジェームズ・モス（ジム・モス）、ジム・ゲインズ、ロバート・メースン（ロバート・マリウス）、トニー・イースト（アンソニー・イースト）出演
- 『カラテ・キッド』（1986年/未/ビデオ）ラリー・ラドマン（ファブリツィオ・デ・アンジェリス）製作・監督、キム・ロッシ・ステュアルト、ジャネット・アグレン、ジャレッド・マーティン出演
- 『ザ・コマンダー/死からの脱出』（1987年/ヒュー・マックス配給のイタリア映画）ポール・D・ロビンスン（イグナチオ・ドルチェ）監督、クレイグ・アラン、マックス・ラウレル、デーヴィッド・ライト、マイク・モンティー、タニア・ゴメス出演
- 『サンドー/地獄の勇者』（1987年/Vシネマ）渡辺ケン製作・監督・脚本、ロマーノ・クリストフ、マイク・モンティー出演
- 『地獄へのパスポート』（1988年/Vシネマ）渡辺ケン製作・監督、ロマーノ・クリストフ脚本、デーヴィッド・ライト、ジム・モス、マイケル・ウェルボーン出演
- 『レディ・コマンドス』（1988年/未ソフト化）渡辺ケン監督、クリスティーン・アーランドスン、レイラ・ジョンスン出演
- 『ハリマオ』（1988年）渡辺ケン製作、和田勉監督、陣内孝則、竹下景子、山崎努、ジェームズ・パックス出演
- 『カラテ・キッド/激闘篇』（1988年/未/ビデオ）（クレジット無し、『カラテキッド』からのフッテージ流用）ラリー・ラドマン（ファブリツィオ・デ・アンジェリス）製作・監督、キム・ロッシ・ステュアルト、テッド・プライアー出演
- 『名誉の法則』（1988年/未ソフト化）（クレジット無し、『楽園の動物』からのフッテージ流用に拠るパッチワーク映画）ゴッドフリー・ホー監督、エドワード・エーヤーズ、ジョー・ブライアン・ベーカー出演
- 『バイオレント・ゾーン/野獣の標的』（1989年/未/ビデオ）ジョン・ガーウッド監督、ジョン・ジェイ・ダグラス、ジョーニー・ガンボア出演
- 『暗黒街の勲章/マニラ極道戦争』（1991年/Vシネマ）渡辺ケン製作、宮越澄監督、名高達男、秋本奈緒美、ロバート・マリウス出演
- 『ブルドッグ』（1991年）渡辺ケン製作・監督・脚本、ロム・クリストフ（ロマーノ・クリストフ）、ジェフ・グリフィス、マイケル・ウェルボーン、倉田保昭、小野進也、リチャード・ハリスン、マイク・モンティー出演
- 『マニラエマニエル夫人/魔性の楽園』（1992年/Vシネマ）渡辺ケン製作、新村良二監督、横須賀昌美、ロマーノ・クリストフ、ロバート・マリウス出演
- 『マニラエマニエル夫人/危険な楽園』（1992年/Vシネマ）渡辺ケン製作、新村良二監督、横須賀昌美、ロバート・マリウス出演
- 『極東黒社会』（1993年）馬場昭格監督、渡辺ケン海外ロケーション監督、役所広司、近藤真彦、ショー・コスギ、ジミー・ウォング、ロバート・マリウス出演
- 『サディスティックマーリヤ』（1993年/Vシネマ）渡辺ケン製作、細川ふみえ、水野美紀出演
- 『湾岸ミッドナイト・ファイナル/GTR伝説ACT2』（1994年/Vシネマ）渡辺ケン監督、大鶴義丹、ロバート・マリウス出演

以上の制作年は過去に発売されたソフトのジャケット記載に準拠しており、インターネット・ムービー・データベースとは異にする点もある。